# Золотая малина (премия, 2024)
44-я церемония объявления лауреатов премии «Золотая малина» за сомнительные заслуги в области кинематографа за 2023 год состоялась 9 марта 2024 года. Победителей определяли по количеству голосов членов «Фонда Золотой малины» (в котором состоит 1179 киноманов, кинокритиков и журналистов из 49 штатов США и двух дюжин других стран). Номинанты были объявлены 22 января 2024 года. В этом году впервые за 16 лет существования медиафраншизы «Кинематографическая вселенная Marvel» (КВМ) на «Золотую малину» был номинирован входящий в её состав фильм, причём сразу в четырёх категориях, — «Человек-муравей и Оса: Квантомания». Британский слэшер «Винни-Пух: Кровь и мёд» завоевал больше всего наград — пять, в том числе главную, «Худший фильм».
В августе 2023 года организаторы премии Джон Дж. Б. Уилсон и Морин «Мо» Мерфи заявили, что члены «Фонда Золотой малины» рассматривают возможность введения специальной «Премии Барри Л. Бамстеда», которую они впервые вручат целой студии, а не одному конкретному её фильму. «Наградить» они планировали компанию Walt Disney Studios. Такое решение связано с кассовыми провалами фильмов Disney, выпущенных в том году в честь столетия студии (это такие картины, как «Питер Пэн и Венди», «Элементарно», «Заветное желание», «Индиана Джонс и Колесо судьбы», «Русалочка», «Особняк с привидениями», «Капитан Марвел 2», «Человек-муравей и Оса: Квантомания» и другие), когда «большие шишки планировали целый год отмечать сто лет успехов».
Узнав о победе «Крови и мёда» во всех номинациях, режиссёр фильма Рис Фрейк-Уотерфилд отреагировал так: «Я удивлён, что наш микробюджетный фильм сравнивают с голливудскими, и всё же сомнительная слава мне приятна, поскольку я теперь в одной лодке с режиссёрами, работами которых я восхищаюсь».

## Список лауреатов и номинантов
| Худший фильм | Худший режиссёр |
| --- | --- |

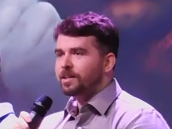
Рис Фрейк-Уотерфилд, «худший режиссёр» и «худший сценарист»

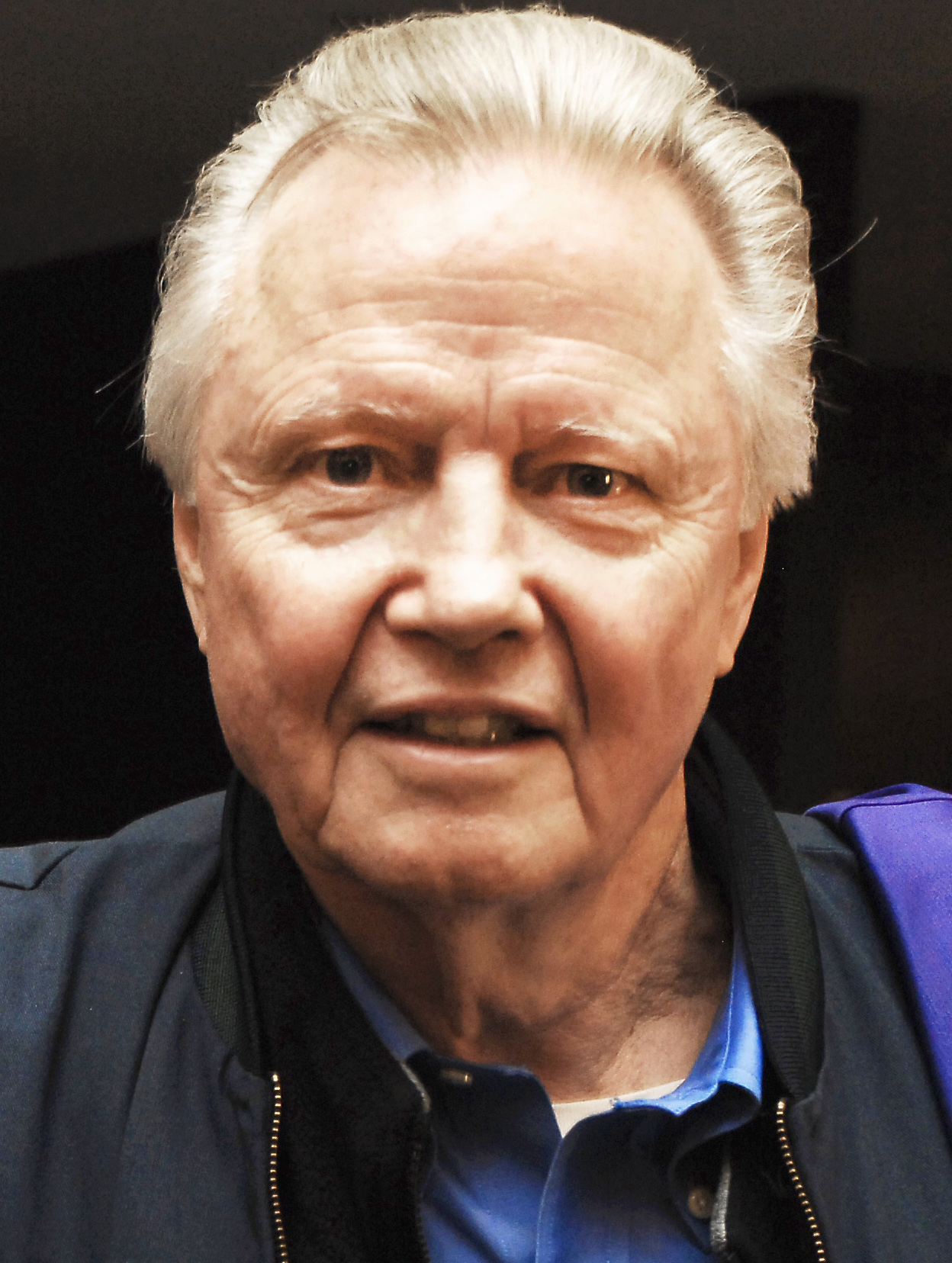
Джон Войт, «худший актёр»

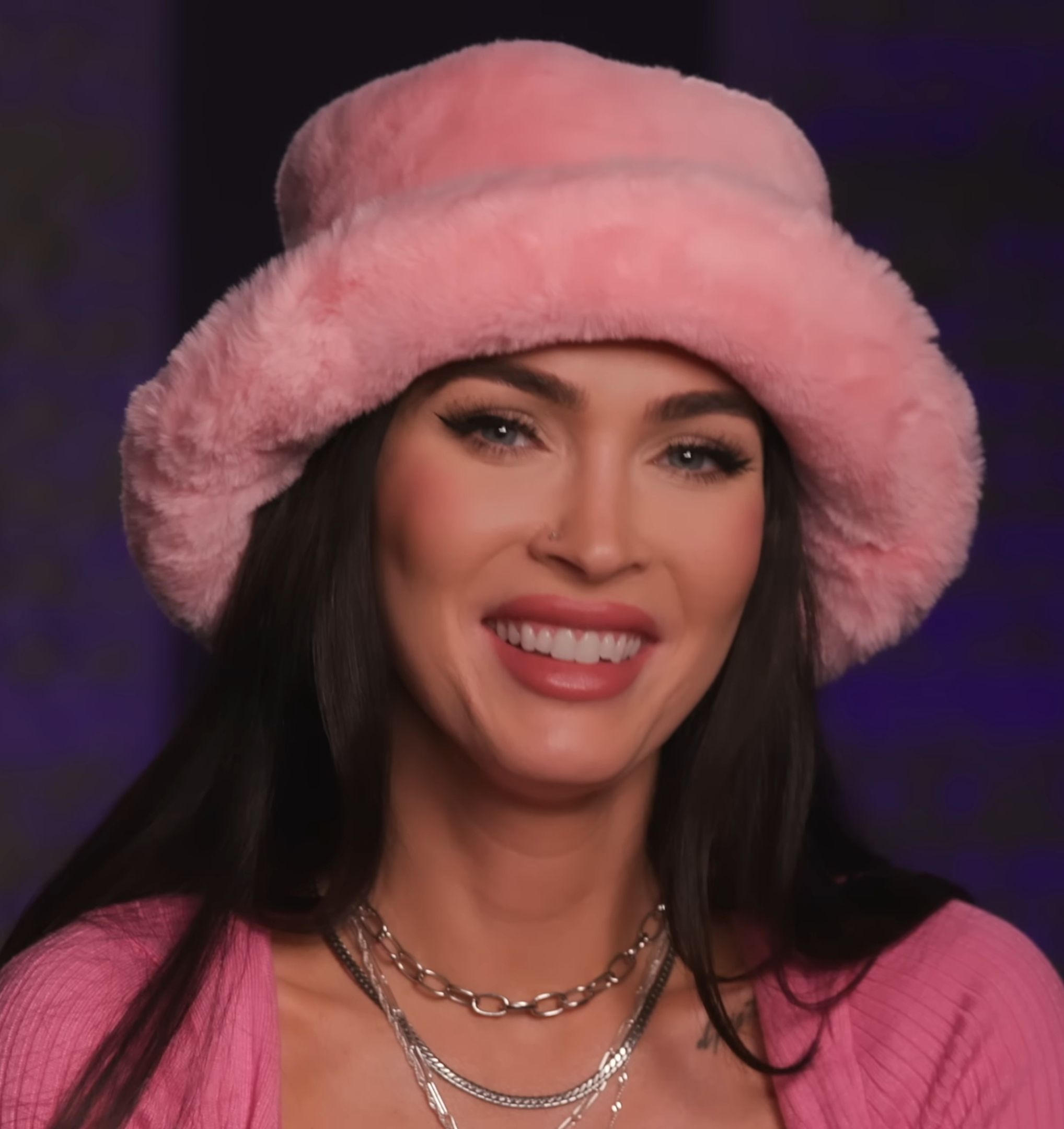
Меган Фокс, «худшая актриса» первого и второго планов

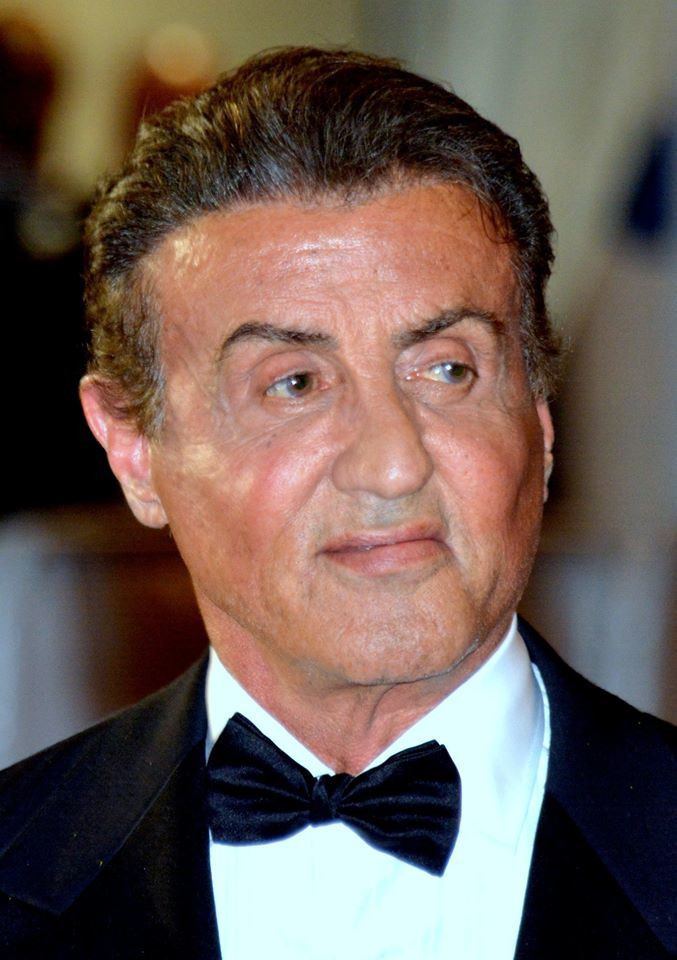
Сильвестр Сталлоне, «худший актёр второго плана»

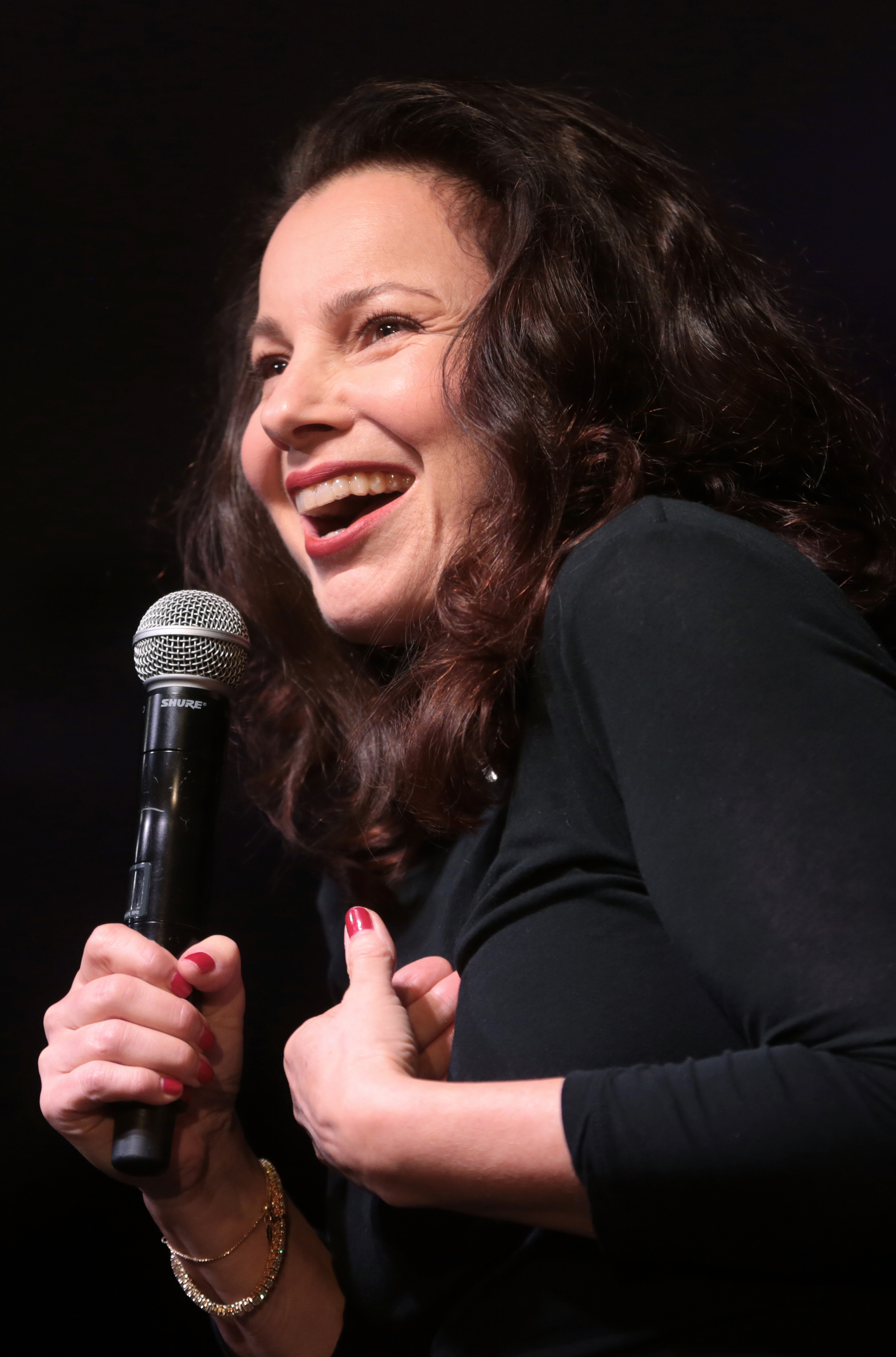
Фрэн Дрешер, лауреат премии за «восстановление репутации»

| - «Винни-Пух: Кровь и мёд» (Altitude Film Distribution) — Скотт Джеффри, Рис Фрейк-Уотерфилд - «Изгоняющий дьявола: Верующий» (Universal) — Джейсон Блам, Дэвид С. Робинсон, Джеймс Г. Робинсон - «Мег 2: Бездна» (Warner Bros.) — Лоренцо ди Бонавентура, Белль Эйвери - «Неудержимые 4» (Lionsgate) — Кевин Кинг-Темплтон, Лес Уэлдон, Ярив Лернер, Джейсон Стейтем - «Шазам! Ярость богов» (New Line Cinema) — Питер Сафран | - Рис Фрейк-Уотерфилд — «Винни-Пух: Кровь и мёд» - Скотт Во — «Неудержимые 4» - Дэвид Гордон Грин — «Изгоняющий дьявола: Верующий» - Пейтон Рид — «Человек-муравей и Оса: Квантомания» - Бен Уитли — «Мег 2: Бездна»                                                                    |
| Худший актёр | Худшая актриса |
| - Джон Войт — «Милосердие» (за роль Патрика Квинна) - Вин Дизель — «Форсаж 10» (за роль Доминика Торетто) - Рассел Кроу — «Экзорцист Ватикана» (за роль Габриэле Аморта) - Джейсон Стейтем — «Мег 2: Бездна» (за роль Джонаса Тейлора) - Крис Эванс — «Без ответа» (за роль Коула Тёрнера) | - Меган Фокс — «Джонни и Клайд» (за роль Аланы Харт) - Ана де Армас — «Без ответа» (за роль Сэди Роудс) - Дженнифер Лопес — «Мать» (за роль Матери) - Хелен Миррен — «Шазам! Ярость богов» (за роль Гесперы) - Сальма Хайек — «Супер Майк: Последний танец» (за роль Максандры Мендосы) |
| Худший актёр второго плана | Худшая актриса второго плана |
| - Сильвестр Сталлоне — «Неудержимые 4» (за роль Барни Росса) - Мел Гибсон — «Время расплаты» (за роль Кевина Хики) - Майкл Дуглас — «Человек-муравей и Оса: Квантомания» (за роль Хэнка Пима) - Билл Мюррей — «Человек-муравей и Оса: Квантомания» (за роль лорда Крайлара) - Франко Неро — «Экзорцист Ватикана» (за роль Папы Римского) | - Меган Фокс — «Неудержимые 4» (за роль Джины) - Бай Лин — «Джонни и Клайд» (за роль Чжан) - Ким Кэттролл — «Уикенд с батей» (за роль Тиггер) - Люси Лью — «Шазам! Ярость богов» (за роль Калипсо) - Мэри Стюарт Мастерсон — «Пять ночей с Фредди» (за роль тёти Джейн)                 |
| Худший актёрский дуэт | Худший ремейк, плагиат или сиквел |
| - Пух и Пятачок в ролях кровожадных убийц из слэшера (!) — «Винни-Пух: Кровь и мёд» - Ана де Армас и Крис Эванс (с нулевой химией на экране) — «Без ответа» - Любые два «безжалостных наёмника» — «Неудержимые 4» - Любые два жадных до денег инвестора, отдавших $400 млн за права на ремейк «Изгоняющего дьявола» — «Изгоняющий дьявола: Верующий» - Сальма Хайек и Ченнинг Татум — «Супер Майк: Последний танец» | - «Винни-Пух: Кровь и мёд» (Altitude Film Distribution) - «Изгоняющий дьявола: Верующий» (Universal) - «Индиана Джонс и Колесо судьбы» (Lucasfilm) - «Неудержимые 4» (Lionsgate) - «Человек-муравей и Оса: Квантомания» (Marvel)                                                        |
| Худший сценарий | Восстановление репутации |
| - «Винни-Пух: Кровь и мёд» (Altitude Film Distribution) — Рис Фрейк-Уотерфилд; на основе повести А. А. Милна и Э. Х. Шепарда - «Изгоняющий дьявола: Верующий» (Universal) — Питер Сэттлер и Дэвид Гордон Грин (сценарий); Скотт Тимс, Дэнни Макбрайд и Дэвид Гордон Грин (сюжет); на основе персонажей Уильяма Питера Блэтти - «Индиана Джонс и Колесо судьбы» (Lucasfilm) — Джез Баттеруорт, Джон-Генри Баттеруорт, Дэвид Кепп и Джеймс Мэнголд; на основе персонажей Джорджа Лукаса и Филипа Кауфмана - «Неудержимые 4» (Lionsgate) — Курт Уиммер, Тед Дэггерхарт и Макс Д. Адамс (сценарий); Спенсер Коэн, Курт Уиммер и Тед Дэггерхарт (сюжет); на основе персонажей Дэвида Каллахэма - «Шазам! Ярость богов» (New Line Cinema) — Генри Гайден и Крис Морган; на основе персонажей DC Comics | - Фрэн Дрешер — от номинации в 1998 году к великолепному лидерству в гильдии актёров в период успешно завершившейся продолжительной забастовки |

## Фильмы с множеством побед и номинаций
| Кол-во номинаций | Фильм                                |
| ---------------- | ------------------------------------ |
| 7                | «Неудержимые 4»                      |
| 5                | «Винни-Пух: Кровь и мёд»             |
| 5                | «Изгоняющий дьявола: Верующий»       |
| 4                | «Человек-муравей и Оса: Квантомания» |
| 4                | «Шазам! Ярость богов»                |
| 3                | «Без ответа»                         |
| 3                | «Мег 2: Бездна»                      |
| 2                | «Джонни и Клайд»                     |
| 2                | «Индиана Джонс и Колесо судьбы»      |
| 2                | «Супер Майк: Последний танец»        |
| 2                | «Экзорцист Ватикана»                 |

| Кол-во побед | Фильм                    |
| ------------ | ------------------------ |
| 5            | «Винни-Пух: Кровь и мёд» |
| 2            | «Неудержимые 4»          |

## Комментарии
1. 1 2 3 4 5 6 7 8 9  В официальном пресс-релизе на сайте премии указан под стилизованным названием «Неу4ержимые» (англ. Expend4bles)[1].
2. ↑  В официальном пресс-релизе премии указан под названием «Индиана Джонс и Колесо… создателей, переливающих из пустого в порожнее» (англ. Indiana Jones and The Dial of… Still Beating a Dead Horse)[1].
3. ↑  В официальном пресс-релизе премии указан под названием «Индиана Джонс и Колесо… Можно я домой пойду?» (англ. Indiana Jones and The Dial of… Can I go home now?)[1].